# Specie di Clupeidae
Di seguito sono elencate tutte le specie di pesci ossei della famiglia Clupeidae note ad agosto 2014

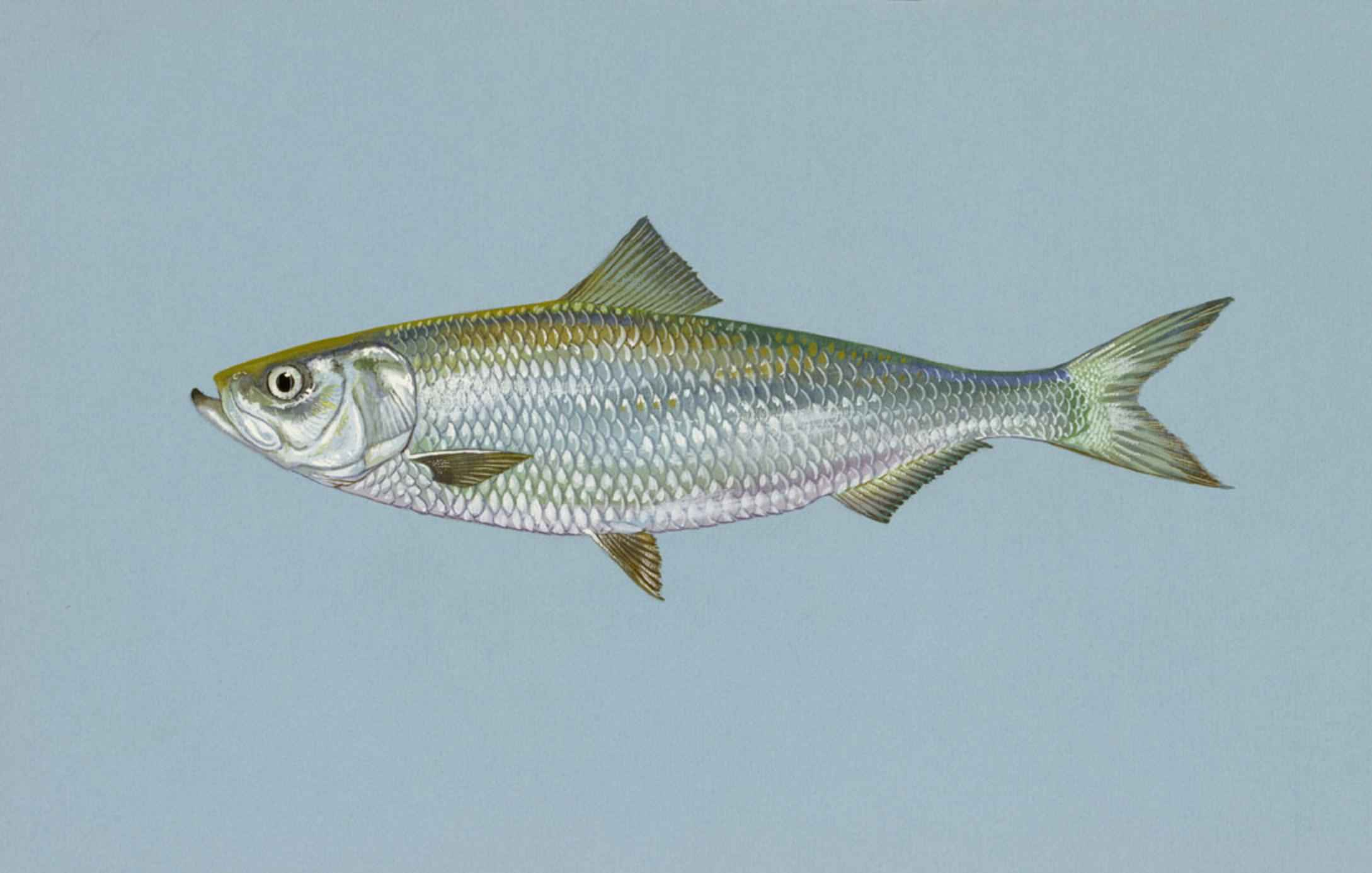
Alosa chrysochloris

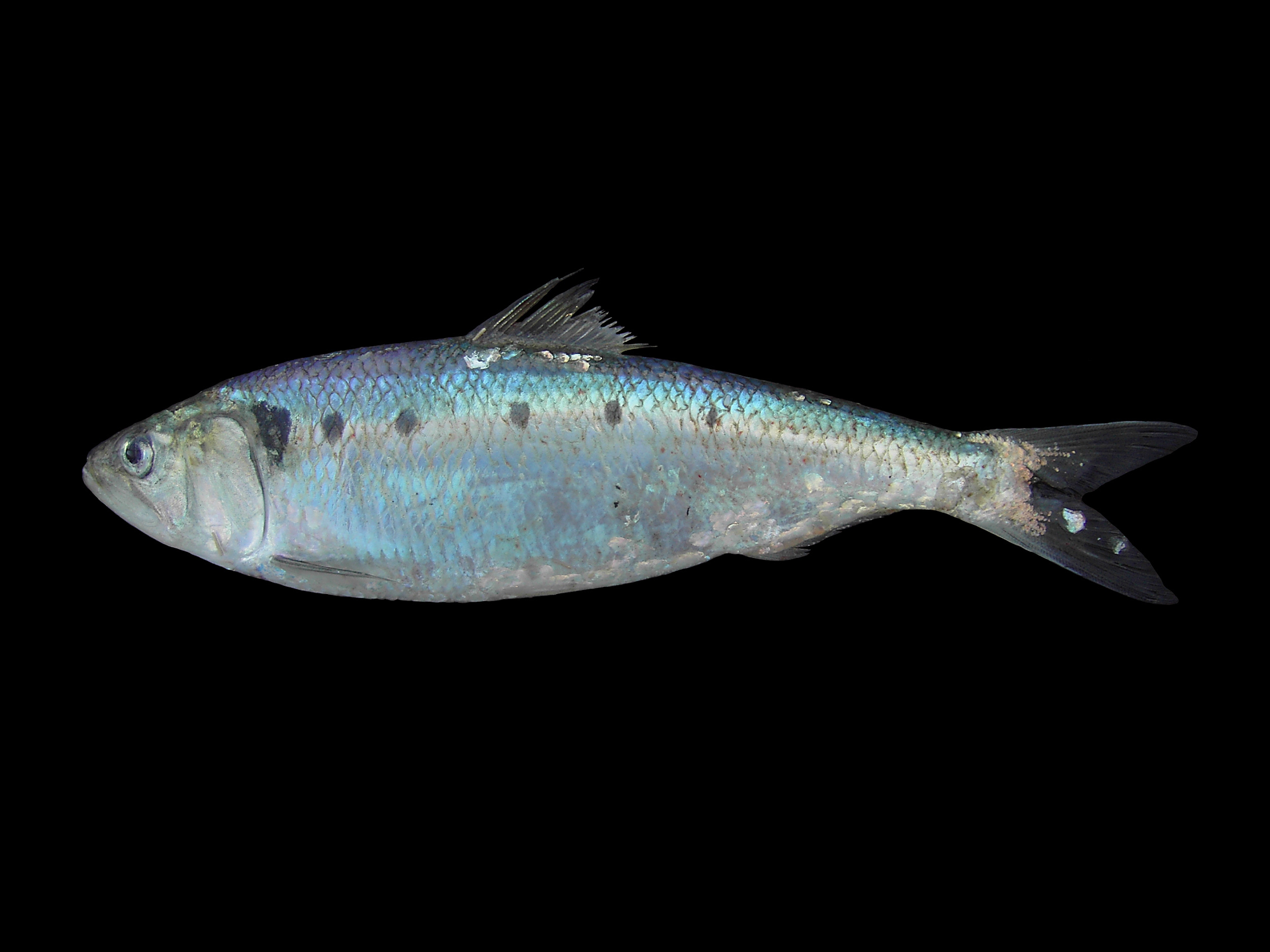
Alosa fallax

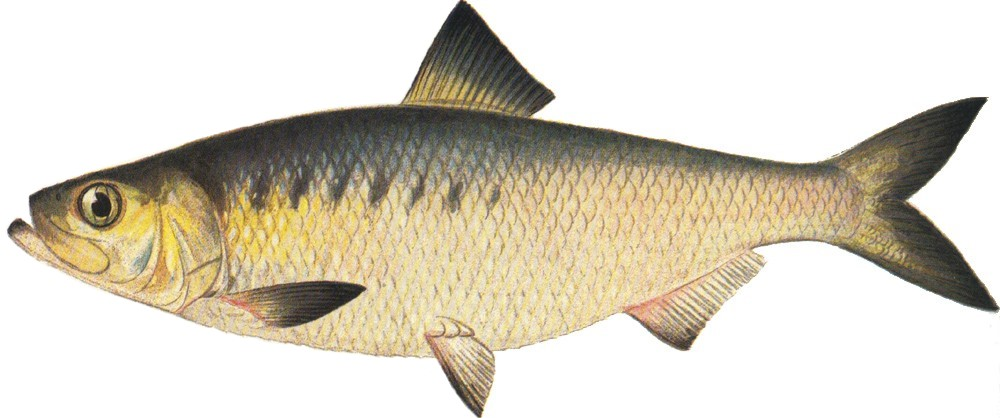
Alosa mediocris

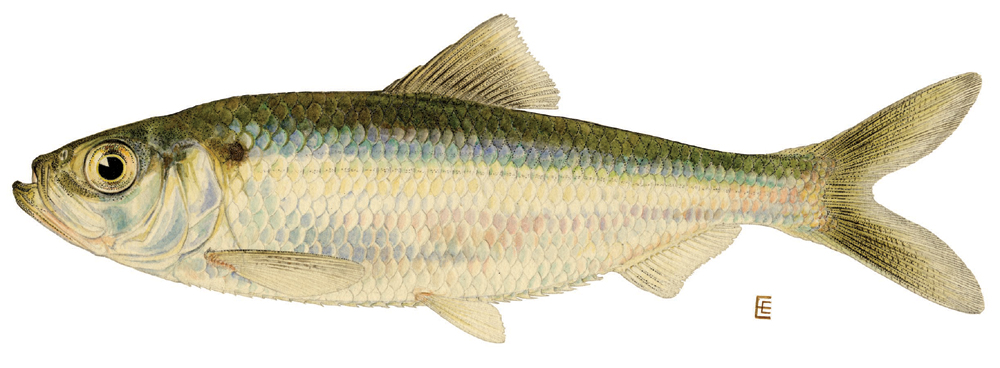
Alosa pseudoharengus

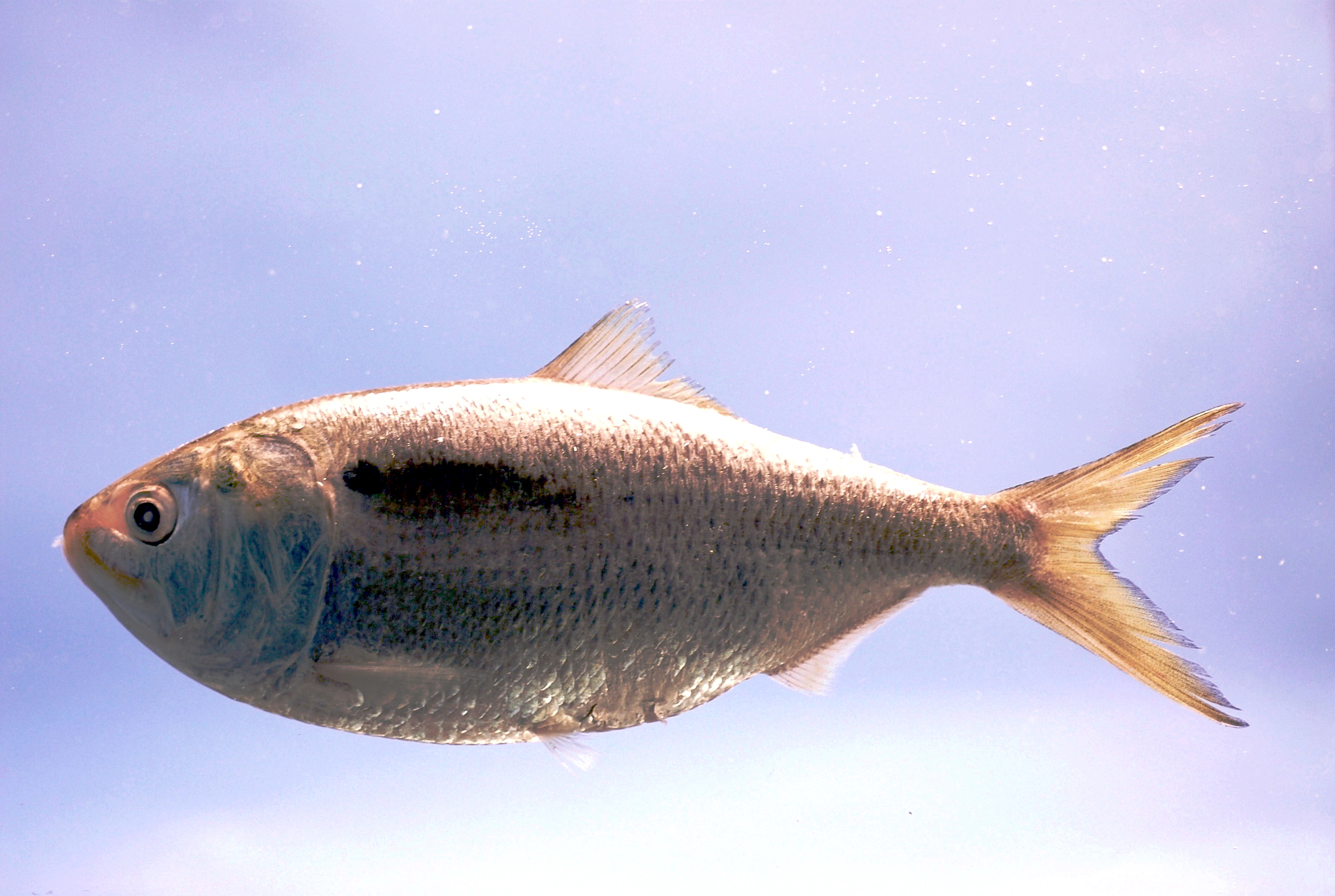
Brevoortia patronus

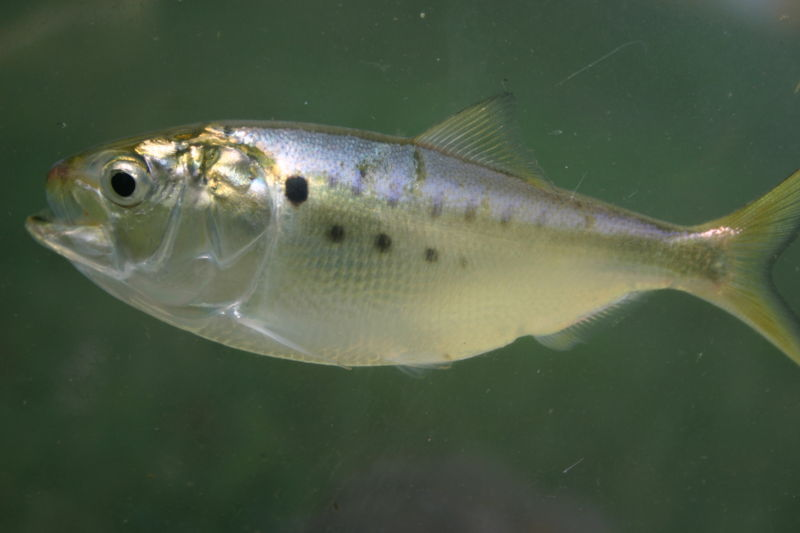
Brevoortia tyrannus

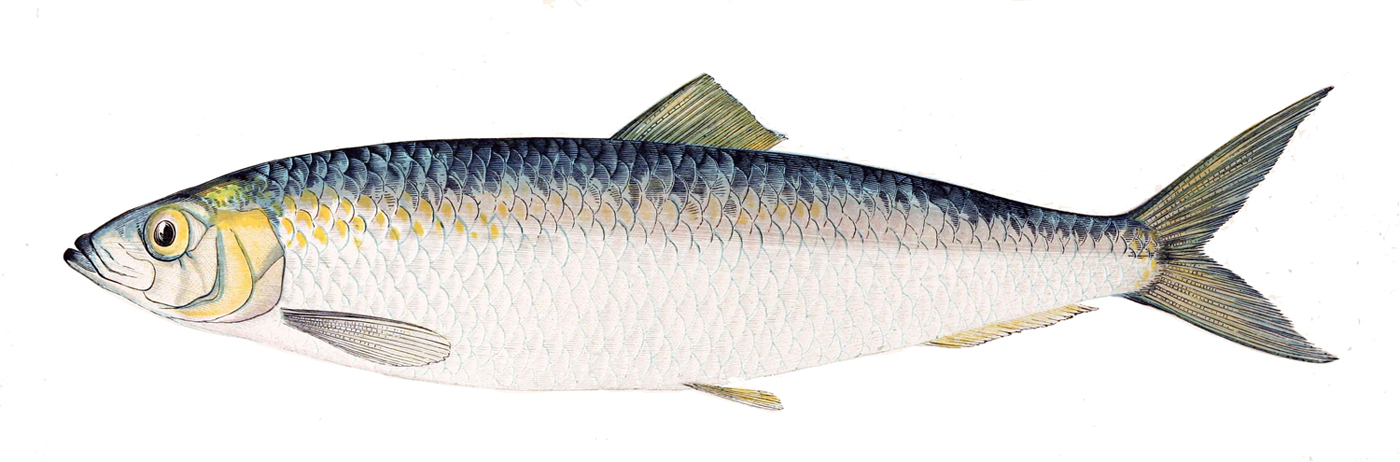
Clupea harengus

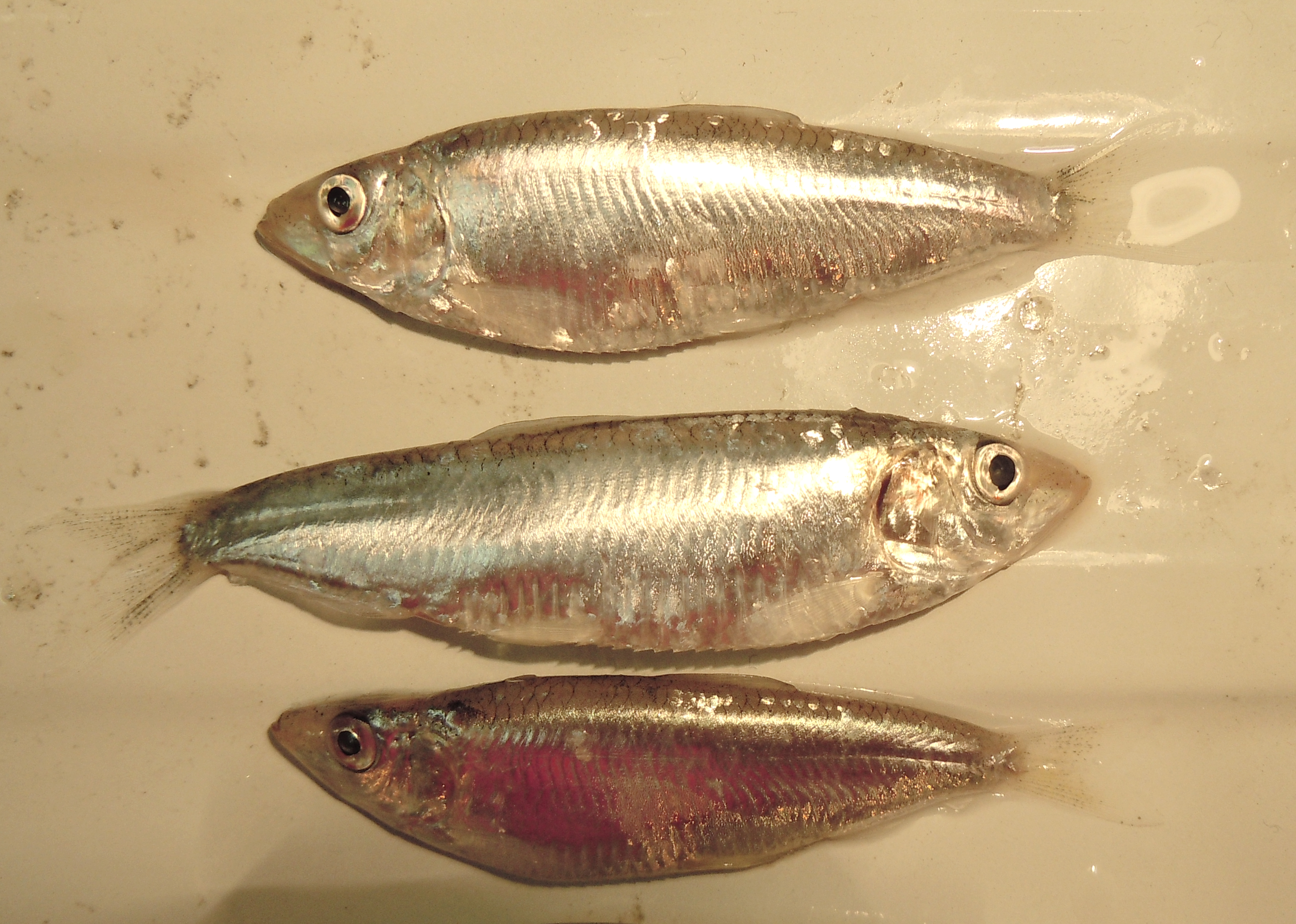
Clupeonella cultriventris

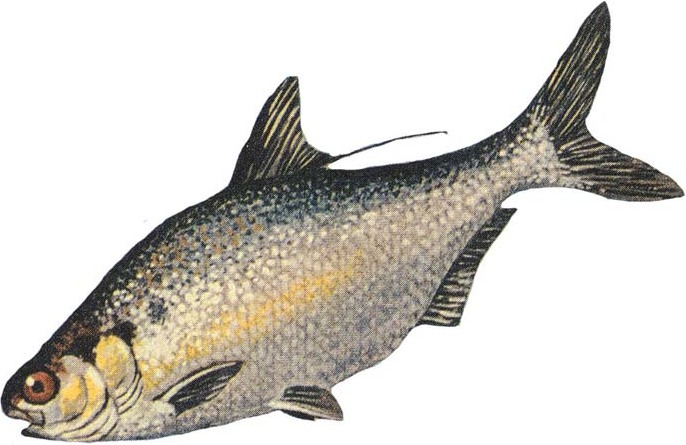
Dorosoma cepedianum

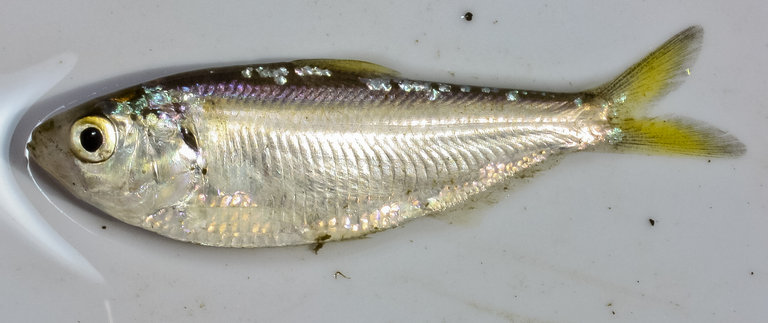
Dorosoma petenense

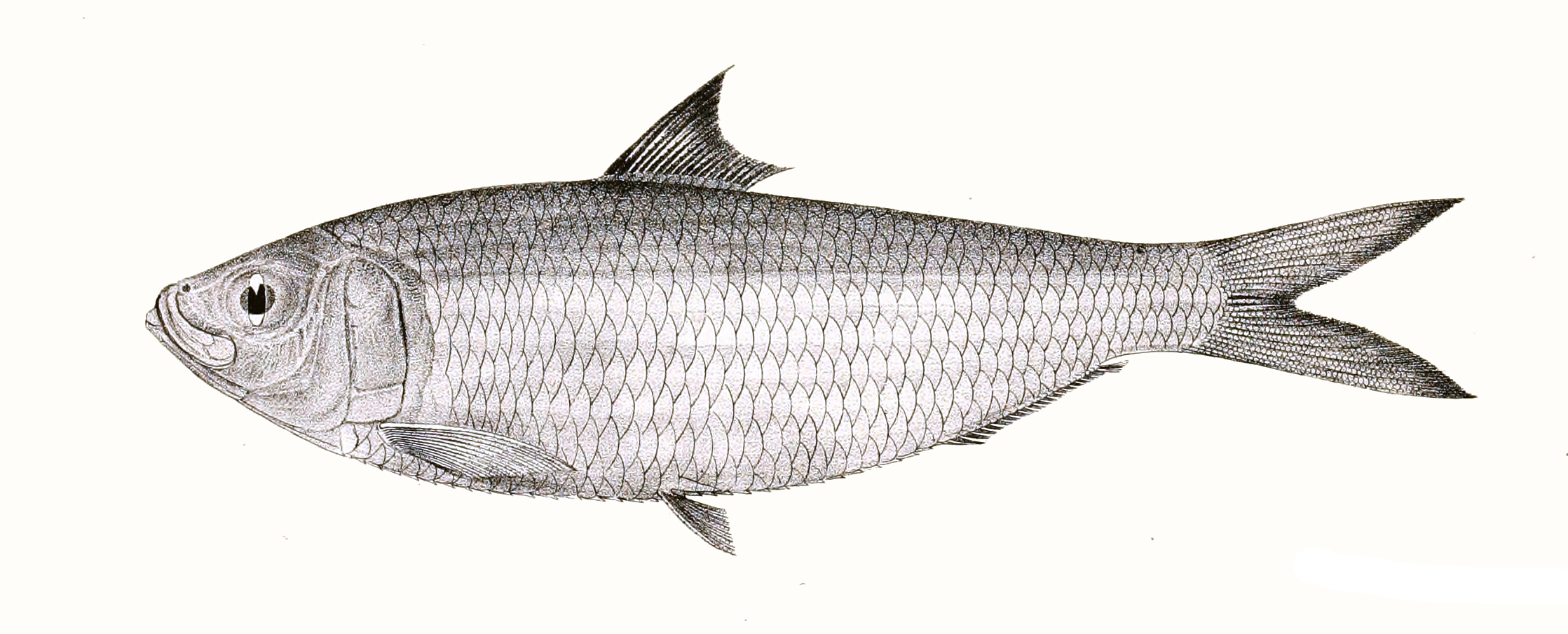
Ethmalosa fimbriata

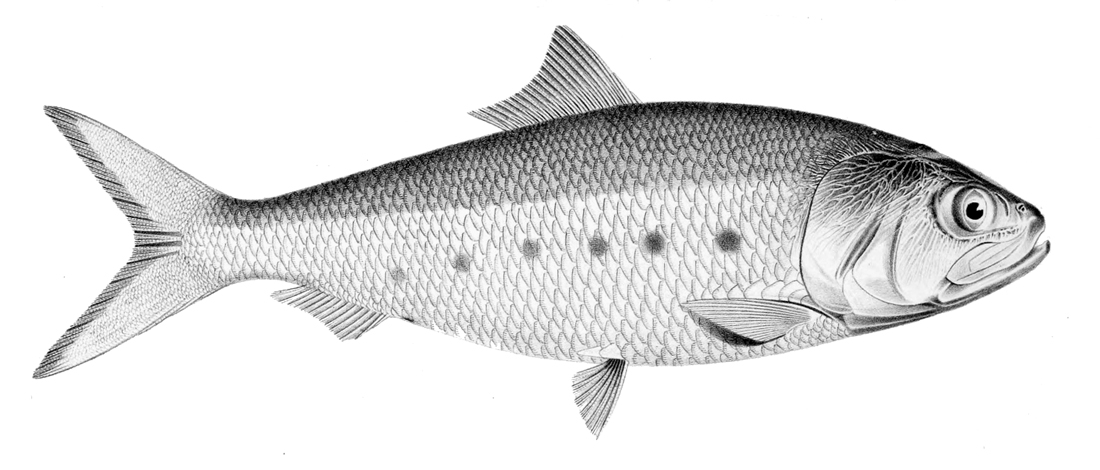
Ethmidium maculatum

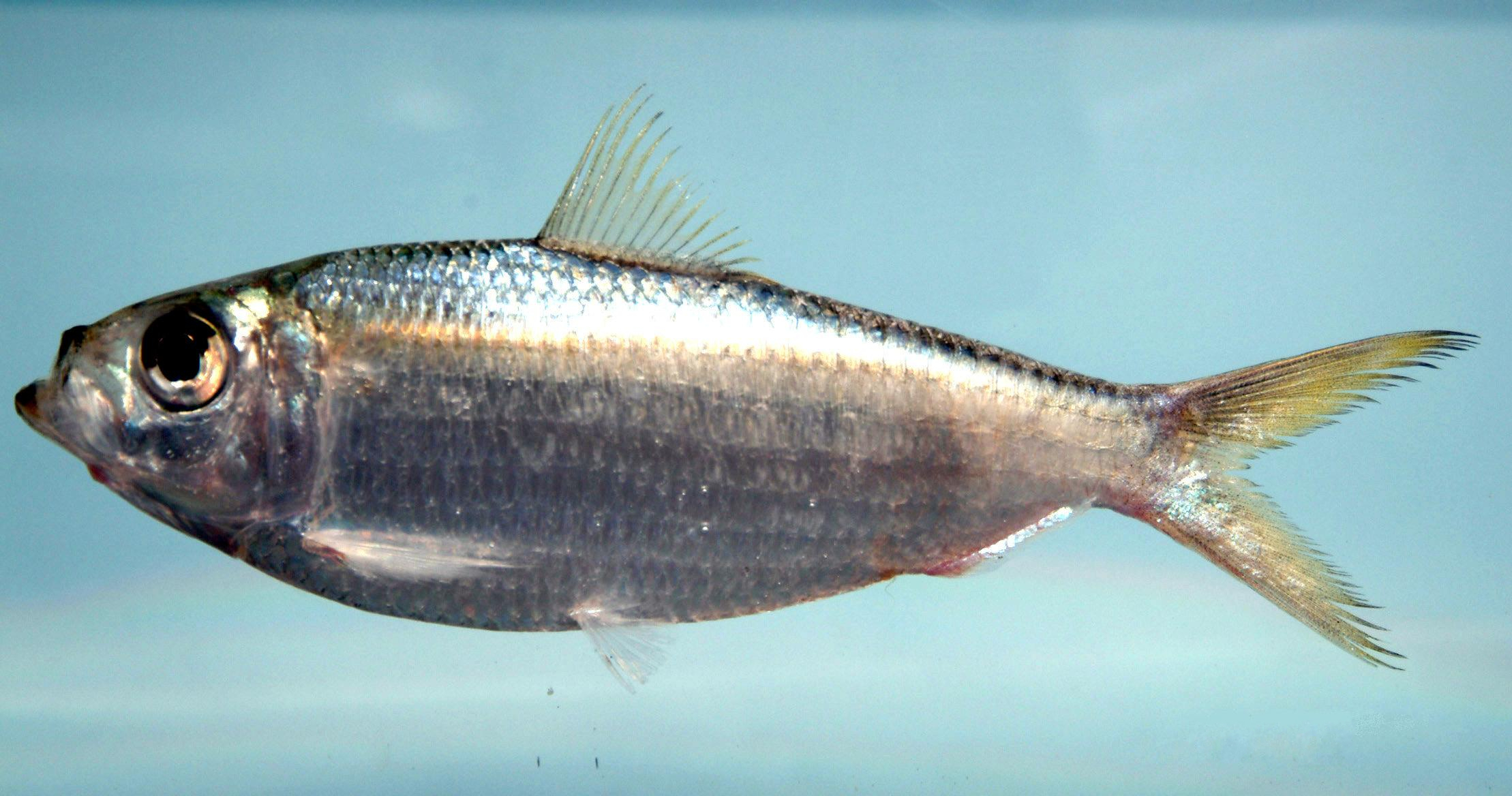
Harengula jaguana

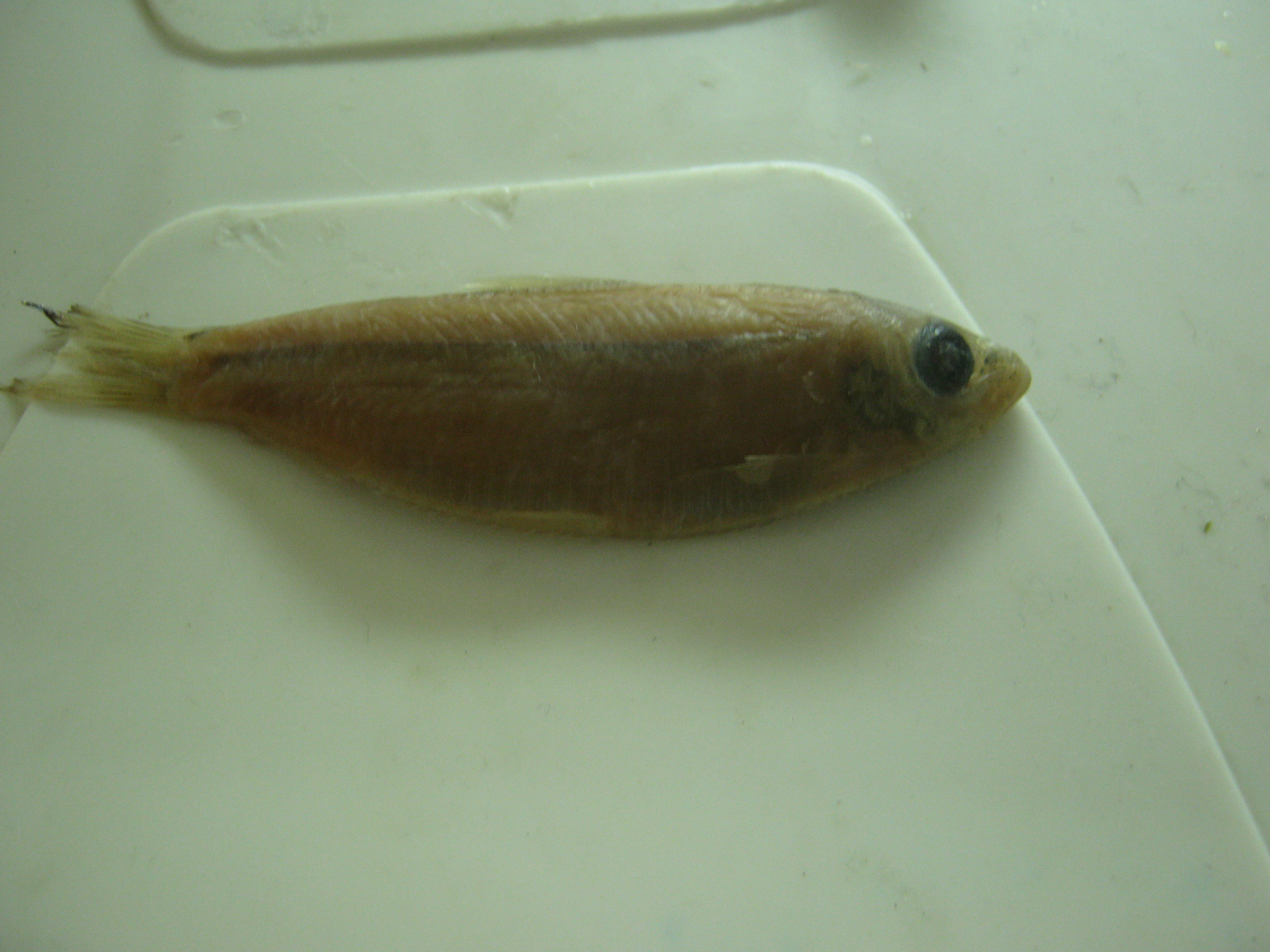
Lile stolifera

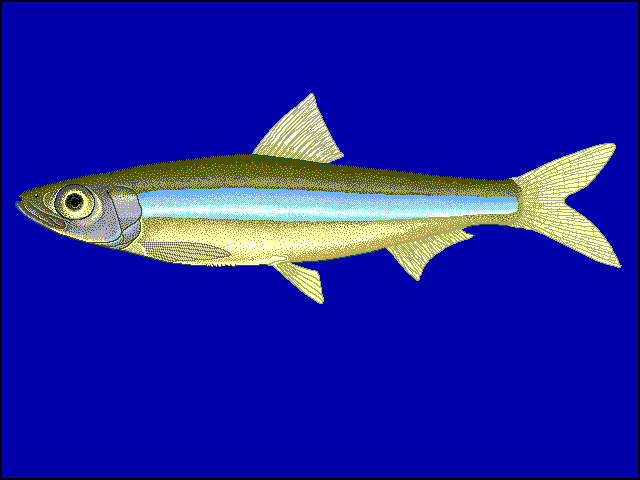
Limnothrissa miodon

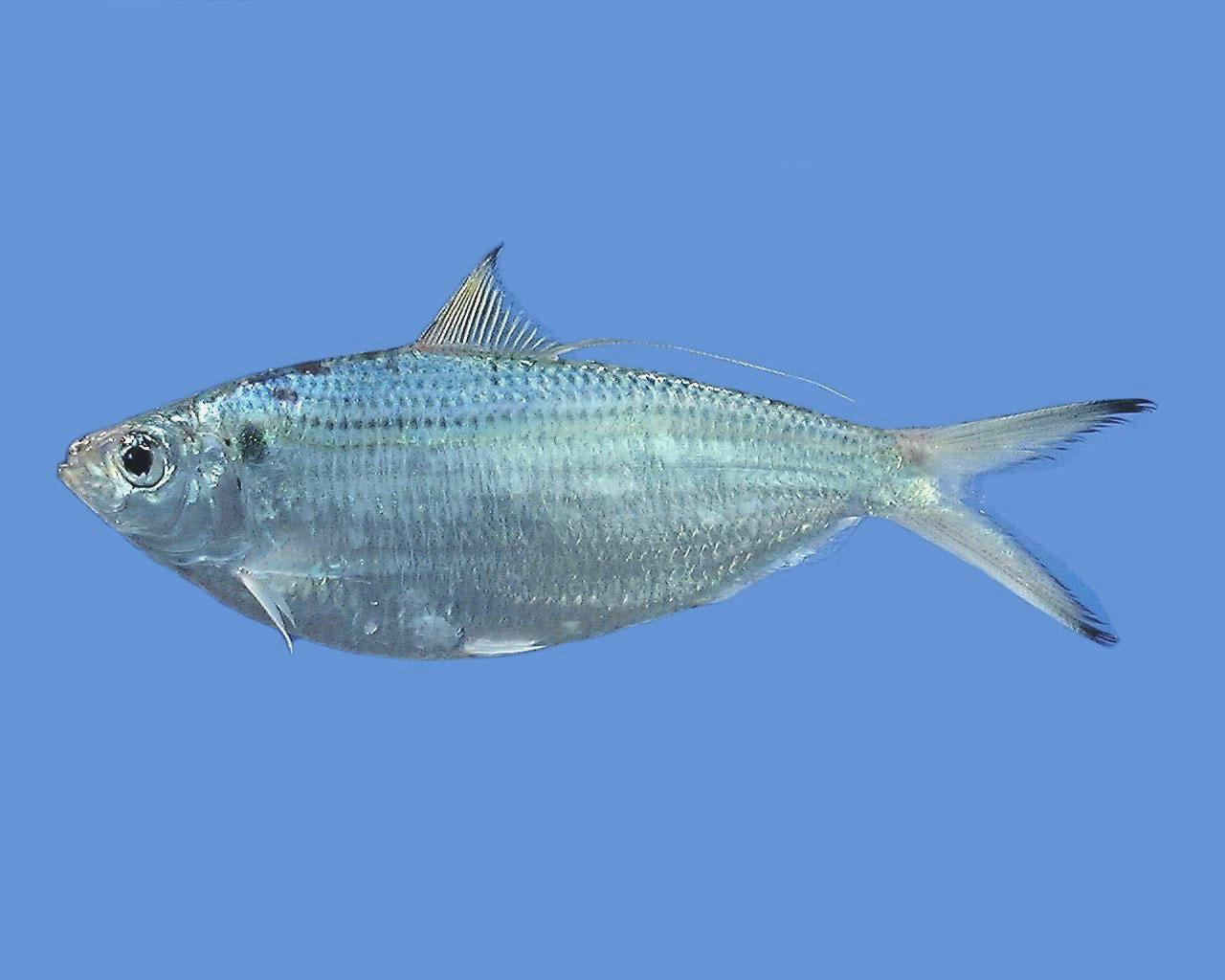
Opisthonema oglinum

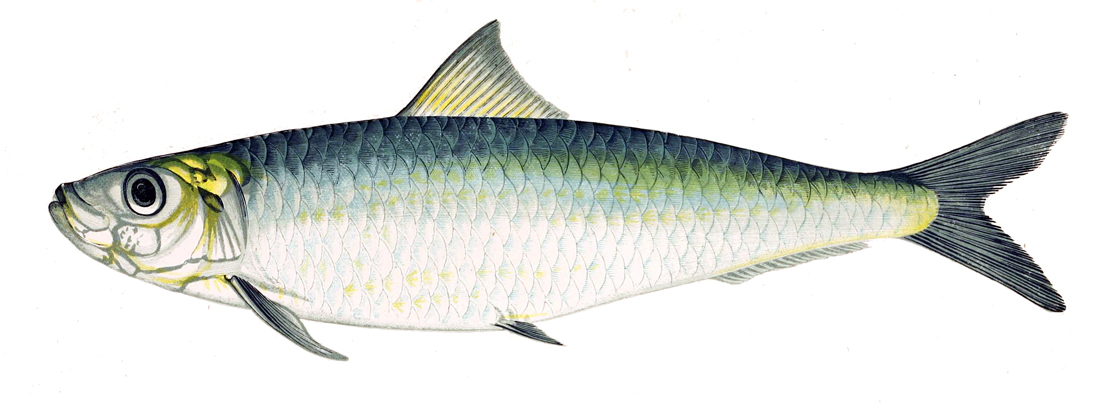
Sardina pilchardus

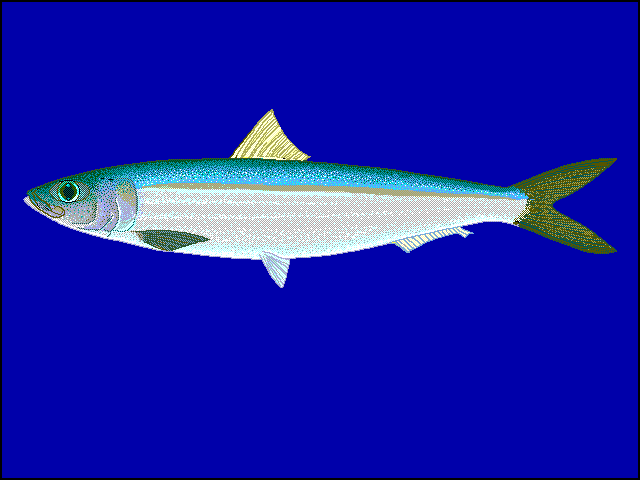
Sardinella aurita

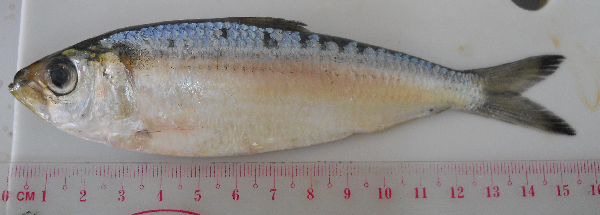
Sardinella tawilis

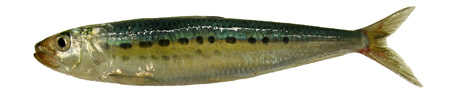
Sardinops sagax

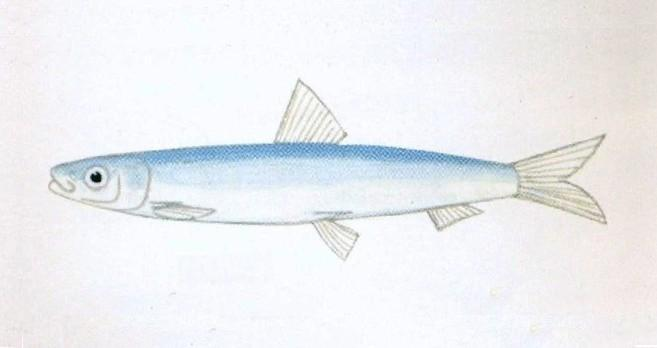
Spratelloides delicatulus

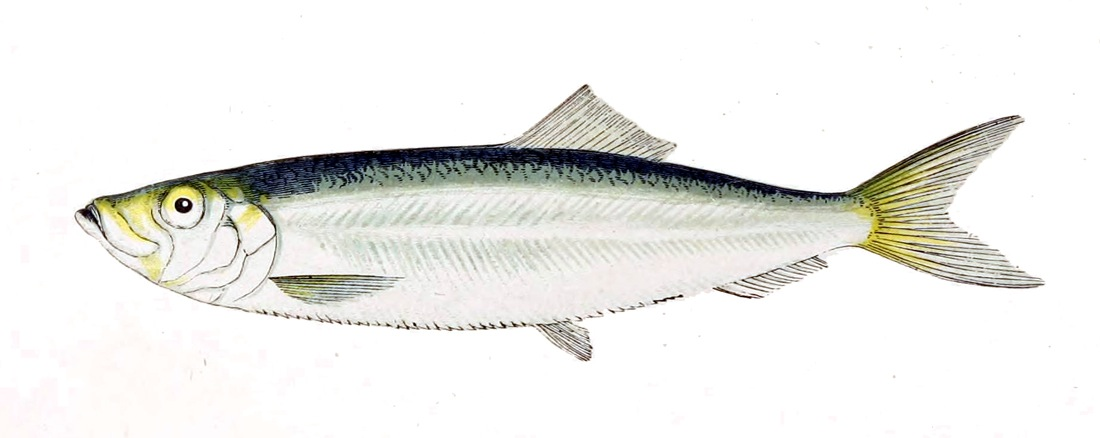
Sprattus sprattus

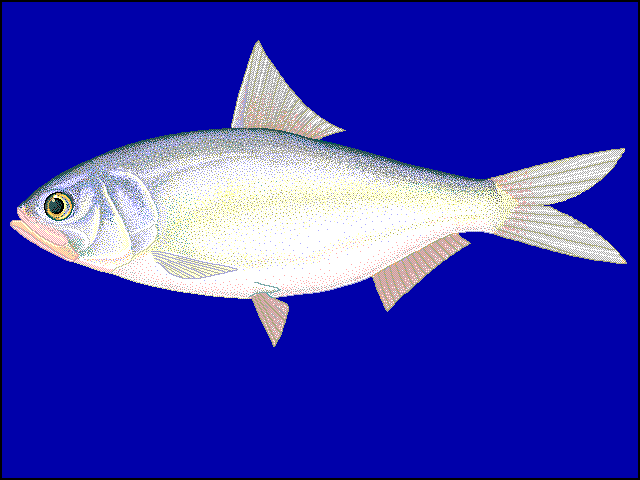
Tenualosa ilisha

- Genere Alosa
  - Alosa aestivalis
  - Alosa agone
  - Alosa alabamae
  - Alosa algeriensis
  - Alosa alosa
  - Alosa braschnikowi
  - Alosa caspia
    - Alosa caspia caspia
    - Alosa caspia knipowitschi
    - Alosa caspia persica

  - Alosa chrysochloris
  - Alosa curensis
  - Alosa fallax
  - Alosa immaculata
  - Alosa kessleri
  - Alosa killarnensis
  - Alosa macedonica
  - Alosa maeotica
  - Alosa mediocris
  - Alosa pseudoharengus
  - Alosa sapidissima
  - Alosa saposchnikowii
  - Alosa sphaerocephala
  - Alosa suworowi
  - Alosa tanaica
  - Alosa vistonica
  - Alosa volgensis
- Genere Amblygaster
  - Amblygaster clupeoides
  - Amblygaster leiogaster
  - Amblygaster sirm
- Genere Anodontostoma
  - Anodontostoma chacunda
  - Anodontostoma selangkat
  - Anodontostoma thailandiae
- Genere Brevoortia
  - Brevoortia aurea
  - Brevoortia gunteri
  - Brevoortia patronus
  - Brevoortia pectinata
  - Brevoortia smithi
  - Brevoortia tyrannus
- Genere Clupanodon
  - Clupanodon thrissa
- Genere Clupea
  - Clupea bentincki
  - Clupea harengus
  - Clupea manulensis
  - Clupea pallasii
    - Clupea pallasii marisalbi
    - Clupea pallasii pallasii
    - Clupea pallasii suworowi
- Genere Clupeichthys
  - Clupeichthys aesarnensis
  - Clupeichthys bleekeri
  - Clupeichthys goniognathus
  - Clupeichthys perakensis
- Genere Clupeoides
  - Clupeoides borneensis
  - Clupeoides hypselosoma
  - Clupeoides papuensis
  - Clupeoides venulosus
- Genere Clupeonella
  - Clupeonella abrau
    - Clupeonella abrau abrau
    - Clupeonella abrau muhlisi

  - Clupeonella caspia
  - Clupeonella cultriventris
  - Clupeonella engrauliformis
  - Clupeonella grimmi
  - Clupeonella tscharchalensis
- Genere Congothrissa
  - Congothrissa gossei
- Genere Corica
  - Corica laciniata
  - Corica soborna
- Genere Dayella
  - Dayella malabarica
- Genere Dorosoma
  - Dorosoma anale
  - Dorosoma cepedianum
  - Dorosoma chavesi
  - Dorosoma petenense
  - Dorosoma smithi
- Genere Ehirava
  - Ehirava fluviatilis
- Genere Escualosa
  - Escualosa elongata
  - Escualosa thoracata
- Genere Ethmalosa
  - Ethmalosa fimbriata
- Genere Ethmidium
  - Ethmidium maculatum
- Genere Gilchristella
  - Gilchristella aestuaria
- Genere Gonialosa
  - Gonialosa manmina
  - Gonialosa modesta
  - Gonialosa whiteheadi
- Genere Gudusia
  - Gudusia chapra
  - Gudusia variegata
- Genere Harengula
  - Harengula clupeola
  - Harengula humeralis
  - Harengula jaguana
  - Harengula thrissina
- Genere Herklotsichthys
  - Herklotsichthys blackburni
  - Herklotsichthys castelnaui
  - Herklotsichthys collettei
  - Herklotsichthys dispilonotus
  - Herklotsichthys gotoi
  - Herklotsichthys koningsbergeri
  - Herklotsichthys lippa
  - Herklotsichthys lossei
  - Herklotsichthys ovalis
  - Herklotsichthys punctatus
  - Herklotsichthys quadrimaculatus
  - Herklotsichthys spilurus
- Genere Hilsa
  - Hilsa kelee
- Genere Hyperlophus
  - Hyperlophus translucidus
  - Hyperlophus vittatus
- Genere Jenkinsia
  - Jenkinsia lamprotaenia
  - Jenkinsia majua
  - Jenkinsia parvula
  - Jenkinsia stolifera
- Genere Konosirus
  - Konosirus punctatus
- Genere Laeviscutella
  - Laeviscutella dekimpei
- Genere Lile
  - Lile gracilis
  - Lile nigrofasciata
  - Lile piquitinga
  - Lile stolifera
- Genere Limnothrissa
  - Limnothrissa miodon
- Genere Microthrissa
  - Microthrissa congica
  - Microthrissa minuta
  - Microthrissa moeruensis
  - Microthrissa royauxi
  - Microthrissa whiteheadi
- Genere Minyclupeoides
  - Minyclupeoides dentibranchialus
- Genere Nannothrissa
  - Nannothrissa parva
  - Nannothrissa stewarti
- Genere Nematalosa
  - Nematalosa arabica
  - Nematalosa come
  - Nematalosa erebi
  - Nematalosa flyensis
  - Nematalosa galatheae
  - Nematalosa japonica
  - Nematalosa nasus
  - Nematalosa papuensis
  - Nematalosa persara
  - Nematalosa resticularia
  - Nematalosa vlaminghi
- Genere Odaxothrissa
  - Odaxothrissa ansorgii
  - Odaxothrissa losera
  - Odaxothrissa mento
  - Odaxothrissa vittata
- Genere Opisthonema
  - Opisthonema berlangai
  - Opisthonema bulleri
  - Opisthonema libertate
  - Opisthonema medirastre
  - Opisthonema oglinum
- Genere Pellonula
  - Pellonula leonensis
  - Pellonula vorax
- Genere Platanichthys
  - Platanichthys platana
- Genere Poecilothrissa
  - Poecilothrissa centralis
- Genere Potamalosa
  - Potamalosa richmondia
- Genere Potamothrissa
  - Potamothrissa acutirostris
  - Potamothrissa obtusirostris
  - Potamothrissa whiteheadi
- Genere Ramnogaster
  - Ramnogaster arcuata
  - Ramnogaster melanostoma
- Genere Rhinosardinia
  - Rhinosardinia amazonica
  - Rhinosardinia bahiensis
- Genere Sardina
  - Sardina pilchardus
- Genere Sardinella
  - Sardinella albella
  - Sardinella atricauda
  - Sardinella aurita
  - Sardinella brachysoma
  - Sardinella brasiliensis
  - Sardinella fijiense
  - Sardinella fimbriata
  - Sardinella gibbosa
  - Sardinella hualiensis
  - Sardinella jussieu
  - Sardinella lemuru
  - Sardinella longiceps
  - Sardinella maderensis
  - Sardinella marquesensis
  - Sardinella melanura
  - Sardinella neglecta
  - Sardinella richardsoni
  - Sardinella rouxi
  - Sardinella sindensis
  - Sardinella tawilis
  - Sardinella zunasi
- Genere Sardinops
  - Sardinops sagax
  - Sardinops caeruleus
- Genere Sauvagella
  - Sauvagella madagascariensis
  - Sauvagella robusta
- Genere Sierrathrissa
  - Sierrathrissa leonensis
- Genere Spratelloides
  - Spratelloides delicatulus
  - Spratelloides gracilis
  - Spratelloides lewisi
  - Spratelloides robustus
- Genere Spratellomorpha
  - Spratellomorpha bianalis
- Genere Sprattus
  - Sprattus antipodum
  - Sprattus fuegensis
  - Sprattus muelleri
  - Sprattus novaehollandiae
  - Sprattus sprattus
- Genere Stolothrissa
  - Stolothrissa tanganicae
- Genere Sundasalanx
  - Sundasalanx malleti
  - Sundasalanx megalops
  - Sundasalanx mekongensis
  - Sundasalanx mesops
  - Sundasalanx microps
  - Sundasalanx platyrhynchus
  - Sundasalanx praecox
- Genere Tenualosa
  - Tenualosa ilisha
  - Tenualosa macrura
  - Tenualosa reevesii
  - Tenualosa thibaudeaui
  - Tenualosa toli
- Genere Thrattidion
  - Thrattidion noctivagus[1]